# زمین‌لرزه ۲۰۰۷ تونگا
زمین‌لرزه تونگا  در تاریخ ۹ دسامبر ۲۰۰۷ میلادی، برابر با ‎۱۸ آذر ۱۳۸۶، ساعت ۷:۲۸:۲۰ به زمان یوتی‌سی در تونگا رخ داد. ژرفای این زلزله ۱۵۲ کیلومتر بود، و بزرگی آن ۷٫۸ در مقیاس Mw اعلام شده‌است. زمین‌لرزه به وقت محلی در روز یکشنبه، ساعت ۱۹ روی داده و منطقه زمانی آن یوتی‌سی +۱۲ بوده‌است (با لحاظ تغییر ساعت تابستانی).
سازمان زمین‌شناسی آمریکا نیز رومرکز این زمین‌لرزه را در مختصات ۲۵°۵۹′۴۶″جنوبی ۱۷۷°۳۰′۵۰″غربی / ۲۵٫۹۹۶°جنوبی ۱۷۷٫۵۱۴°غربی و ژرفای آنرا در ۱۵۲ کیلومتر گزارش کرده‌است. بزرگی برگزیدهٔ این سازمان از میان بزرگیهای محاسبه‌شدهٔ مختلف ۷٫۸ در مقیاس Mw بوده و از دید اثر، در میان چهار دسته‌بندی «نامحسوس»، «محسوس»، «زیان‌آور» یا «با تلفات»، زلزله را «محسوس» اعلام کرده‌است.
پروژهٔ «تنسور گشتاور مرکزوار» زاویه‌های (راستا، شیب، ریک) گسل سازندهٔ زمین‌لرزه و صفحه عمود بر آنرا (°۳۴، °۲۵، °۳۸) یا (°۲۶۹، °۷۵، °۱۱۰) و نوع گسل را «معکوس» فرارسانده‌است.